# 大行政区

中华人民共和国大行政区（1952－1953年省级行政区划）

大行政区，简称大区，是指在1949年到1954年期间，中华人民共和国设立的下辖若干省、市，高于省级的第一级行政区。当时全国共设立华北、西北、东北、华东、中南、西南六个大行政区。

## 历史沿革
大行政区的产生源于中共政权在第二次国共内战中的战争需求。第二次国共内战初期，中国共产党的控制区（边区，或称解放区）多位于北方，且各自独立、分散，尚不能完整控制一省。当时，中共政权的行政层级通常分为四级，依次是边区、行政区、专区、县，设有相应的党政军机构。1947年，战争形势转变，解放区日益扩大，逐步完成对一省的攻占。晋察冀边区、晋冀鲁豫边区合并后，已超出一省范围。在此背景下，超越省际范围的华北人民政府于1948年成立。
1949年10月，中华人民共和国成立。至1950年时，第二次国共内战的大规模战役结束，中华人民共和国业已控制中国大陆全境，大行政区推广至全国。大行政区人民政府（或称军政委员会）兼有中央人民政府派出机关和地方最高政权机关两重身份，是一级地方政府，领导区内的省、自治区、直辖市人民政府。1949年10月27日，中央人民政府正式撤销华北人民政府，成为最先被撤销的大行政区人民政府，其管辖的五省二市由中央政府直辖。
1950年1月，中央人民政府政务院通过《省人民政府组织通则》。其中第一条规定：省人民政府委员会为省级地方政要机关，受主管大行政区人民政府委员会的直接领导；在不设大行政区人民政府的地区，省人民政府委员会受政务院的直接领导，在法律上将大行政区人民政府定义为地方最高政权机关。为加强中央政府的集中领导，1952年11月的中央人民政府第十九次会议决议，大行政区人民政府（或军政委员会）一律改为行政委员会，定义为中央政府的代表机关，不再是地方最高政权机关。1952年12月至次年2月，六个行政委员会陆续成立。
1954年6月起，中央人民政府陆续撤销大行政区的行政机构，中央直接管省，至11月完成。六个大行政区相关的中共中央局和军政委员会都被撤销，六个大军区拆分为十一个大军区。研究者认为这是出于当时中国经济建设的需求，加强中央集中领导，减少政府组织层次。或是1953年发生的高岗饶漱石事件。

## 大行政区列表
| 大区 | 辖境 | 軍政委員會駐地     | 中共组织       | 第一书记 | 政权机构       | 主席   | 军事机构               | 司令员 | 政治委员 |
| ---- | --- | ------------------ | -------------- | -------- | -------------- | ------ | ---------------------- | ------ | -------- |
| 华北 | 河北省、山西省、平原省、察哈爾省、綏遠省、北京市、天津市                                                     | 直屬於中央人民政府 | 中共中央华北局 | 刘少奇   | 华北人民政府   | 董必武 | 中国人民解放军华北军区 | 聂荣臻 | 聂荣臻   |
| 西北 | 陝西省、甘肅省、寧夏省、青海省、新疆省、西安市                                                               | 西安市             | 中共中央西北局 | 彭德怀   | 西北军政委员会 | 彭德怀 | 中国人民解放军西北军区 | 彭德怀 | 习仲勋   |
| 东北 | 遼東省、遼西省、吉林省、黑龍江省、松江省、熱河省、瀋陽市、旅大市、撫順市、鞍山市、本溪市                     | 瀋陽市             | 中共中央东北局 | 高岗     | 东北人民政府   | 高岗   | 中国人民解放军东北军区 | 高岗   | 高岗     |
| 华东 | 山東省、浙江省、福建省、臺灣省（未實際統治）、蘇北行政區、蘇南行政區、皖北行政區、皖南行政區、上海市、南京市 | 上海市             | 中共中央华东局 | 饶漱石   | 华东军政委员会 | 饶漱石 | 中国人民解放军华东军区 | 陈毅   | 饶漱石   |
| 中南 | 河南省、湖北省、湖南省、江西省、廣東省、廣西省、武漢市、廣州市                                               | 武汉市             | 中共中央中南局 | 林彪     | 中南军政委员会 | 林彪   | 中国人民解放军中南军区 | 林彪   | 罗荣桓   |
| 西南 | 西康省、雲南省、貴州省、川東行政區、川西行政區、川南行政區、川北行政區、重庆市                               | 重庆市             | 中共中央西南局 | 邓小平   | 西南军政委员会 | 刘伯承 | 中国人民解放军西南军区 | 贺龙   | 邓小平   |

此外，內蒙古自治區和西藏地方不屬於任何大行政區，但内蒙古归华北区监督，西藏归西南区监督。

## 中共中央大区局
1961年1月，中共八届九中全会通过决议，批准1960年9月中共中央政治局关于成立中央局的决定，决定成立中共东北、华北、华东、中南、西南和西北六个中央局，并任命东北局第一书记宋任穷、中南局第一书记陶铸、西南局第一书记李井泉、西北局第一书记刘澜涛、华北局第一书记李雪峰、华东局第一书记柯庆施。六个中央局代表中共中央，分别加强对各省、市、自治区党委的领导。1966年，文革开始，各中央局被撤销。